# Jim Henson’s Wortparty
Jim Henson’s Wortparty  (Originaltitel: Jim Henson’s Word Party) ist eine US-amerikanische Animationsserie, die seit 2016 auf Netflix ausgestrahlt wird. Die Serie richtet sich an Vorschulkinder, die unter der Anleitung der vier Tierbabys Wallaby Kip, Elefant Bailey, Gepard Franny und Panda Lulu, zum Singen, Tanzen und Spielen animiert werden sollen.

## Produktion und Veröffentlichung
Produziert wird die Serie seit 2016 von der Jim Henson Company für Netflix in den USA. Erstmals veröffentlicht wurde die Serie am 8. Juli, die zweite Staffel komplett am 21. Oktober und die dritte Staffel am 6. Oktober 2017.

## Episodenliste

### Staffel 1
| Nr. | deutscher Titel                         | englischer Titel        |
| 1   | Hier sind die Babys!                    | Meet The Babies         |
| 2   | Ein Besuch auf dem Bauernhof            | Down On The Farm        |
| 3   | Auf zum Mond!                           | To The Moon!            |
| 4   | Der langsame Rennfahrer                 | The Slow Racer          |
| 5   | Lass meinen Ballon platzen!             | Burst My Balloon        |
| 6   | Das Farbenmonster                       | The Color Monster       |
| 7   | Autsch!                                 | Ouch!                   |
| 8   | Kitzelzeit                              | Tickle Time             |
| 9   | Lulu ist müde                           | Tired Lulu              |
| 10  | Eine eirige Überraschung                | An Egg-Cellent Surprise |
| 11  | Kein Törtchen zum Mittagessen           | No Cupcakes For Lunch   |
| 12  | Das Geheimnis des verschwundenen Apfels | The Lost Apple          |
| 13  | Ein Beruf für Lulu                      | A Job For Lulu          |
| 14  | Helfer Bailey                           | Bailey The Helper       |

### Staffel 2
| Nr. | deutscher Titel              | englischer Titel               |
| 15  | Baileys Garten               | Bailey’s Garden                |
| 16  | Komm zurück, Schmetterling!  | Come Back, Butterfly!          |
| 17  | Nachts wird geschlafen       | Nighttime Is For Sleeping      |
| 18  | Das Gegenteil von Spaß       | The Opposite Of Fun            |
| 19  | Lulus Lieblingskissen        | Lulu’s Special Pillow          |
| 20  | Mit Klötzchen bauen          | Building Blocks                |
| 21  | Licht aus!                   | Lights Out                     |
| 22  | Zu laut!                     | Too Loud                       |
| 23  | Der Geschmackstest           | The Taste Test                 |
| 24  | Kip entdeckt seine Sinne     | Kip Comes To His Senses        |
| 25  | Die Spielplatzparade         | A Playground Parade            |
| 26  | Jeder kann etwas richtig gut | Everybody Is Good At Something |

### Staffel 3
| Nr. | deutscher Titel         | englischer Titel                          |
| --- | ----------------------- | ----------------------------------------- |
| 27  | Draufhauen!             | Hit It!                                   |
| 28  | Raffis kaputtes Rad     | Raffe’s Broken Wheel                      |
| 29  | Auf die Toilette gehen  | Hey, Have You Heard? It’s the Word Potty! |
| 30  | Gute Manieren           | Mind Your Manners                         |
| 31  | Kunst                   | Art from the Heart                        |
| 32  | Gewitter                | Stormy Weather                            |
| 33  | Freundschaft            | Fuzzy Furry Friendships                   |
| 34  | Franny teilt            | Franny’s Fractions                        |
| 35  | Ein Bett für Raffi      | A Bed for Raffe                           |
| 36  | Das Stinkemonster       | The Stink Monster                         |
| 37  | So bewegen sich Tiere   | Nice Moves!                               |
| 38  | Ein Picknick mit Käfern | A Very Buggy Picnic                       |
| 39  | Jagd im Meer            | Ocean Chase                               |
| 40  | Einkaufen!              | Shop Til You Drop                         |